# Dunkerque (1937)
El Dunkerque fue un acorazado, cabeza de la clase Dunkerque,  perteneciente a la Armada francesa.

## Descripción
Concebido como acorazado rápido junto a su gemelo, el acorazado Strasbourg en la década de los 30,  en sustitución a la pérdida del France , un acorazado de la Clase Coubert perdido en 1922.  Su diseño inspirado en la Clase Nelson fue concebido para contrarrestar a los Clase Deutschland de Alemania.
El Dunkerque fue construido como resultado del plan de mejoramiento naval francés de 1917-1920 y que cayó bajo las restricciones del Tratado Naval de Washington que autorizaba a Francia para construir hasta 5 acorazados con un desplazamiento de 35 000 t para equilibrar a los  clase Deutschland de la Alemania del Reichswehr.
El almirantazgo francés intentó unir el concepto de un crucero de batalla con la potencia y blindaje de un acorazado tomando la experiencia británica de la clase Nelson, en especial con respecto a la disposición en la sección delantera de la artillería principal, sin embargo, se instalaron torres cuádruples en vez de triples que permitían un ahorro en acero y favorecía el que no podría resistir un impacto superior a un calibre similar o superior a 300 mm.
En el momento de su botadura en 1935 fueron calificados como cruceros de batalla.
Fueron considerados superiores a los clase Deuschtland y a la clase Scharnhorst de Alemania; no así con los clase Littorio de la Regia Marina Italiana y su diseño tuvo que ser re-estudiado para concebir la mejorada Clase Richelieu.
Su chimenea poseía un característico sombrerete y un hangar a popa con 4 hidroaviones Loire 130, una única grúa a babor y una catapulta en el castillo.
Las torretas cuádruples fueron objeto de discusión por parte de la oficialidad francesa ya que un impacto en cualquiera de ellas  inmovilizaba a la otra ya que estaban en tándem.
En caso de retirada, los Clase Dunkerque solo oponían tres torretas cuádruples traseras de 130 mm (diferencia con la Clase Nelson).
Su blindaje de 335 mm en la cintura acorazada y 260  mm en las torretas fue considerado suficiente, pero discreto frente a impactos de su mismo calibre.

## Historial operativo

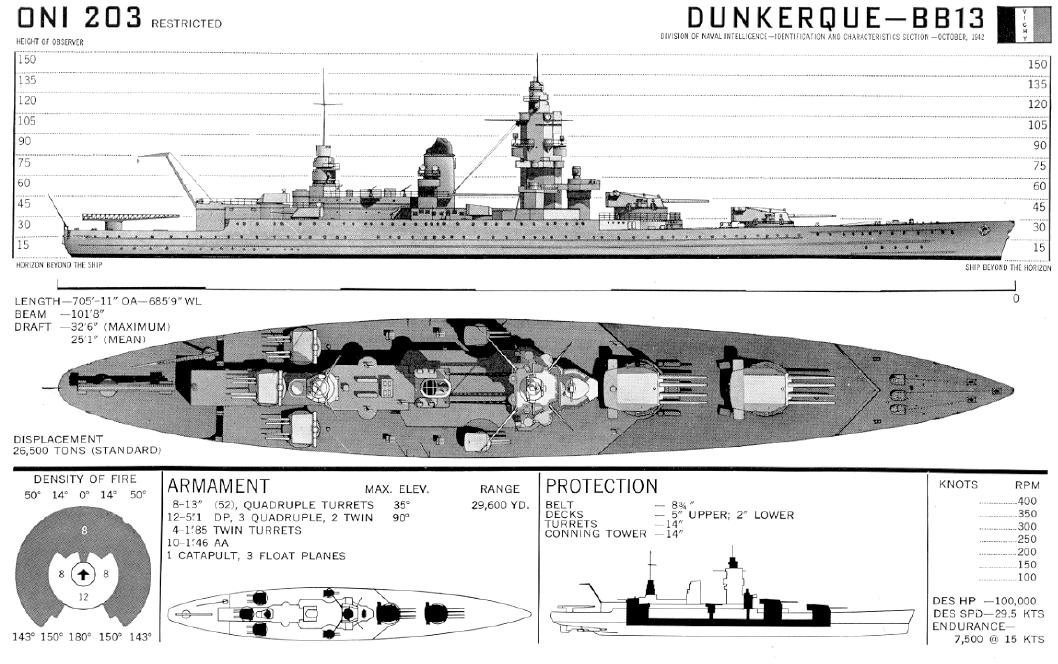
Diagrama del Dunkerque

El Dunkerque tomó parte en la primera fase de la Segunda Guerra Mundial con base en el puerto de Brest formando parte de agrupaciones con unidades británicas en la cacería de buques de guerra alemanes como el  acorazado de bolsillo Graf Spee, y los cruceros pesados alemanes Scharnhorst y Gneisenau después que estos hundieran al HMS Rawalpindi.
El Dunkerque, fuertemente escoltado realizó una misión especial transportando el oro del tesoro francés al puerto de Halifax para su resguardo en Canadá y escoltando a su regreso a tropas canadienses embarcadas hacía Brest.
La Rendicíón de Francia los confinó en la base de Mazalquivir junto a su gemelo Strasbourg; estas unidades estaban bajo el mando del almirante Jean De Laborde. Cuando Francia se rindió a los alemanes firmando el armisticio, Gran Bretaña temió que la Francia de Vichy  entregara estas unidades a Alemania o Italia y por tanto fueron considerados como unidades enemigas y Churchill ordenó la Operación Catapulta cuyo objetivo era neutralizar a la flota francesa.

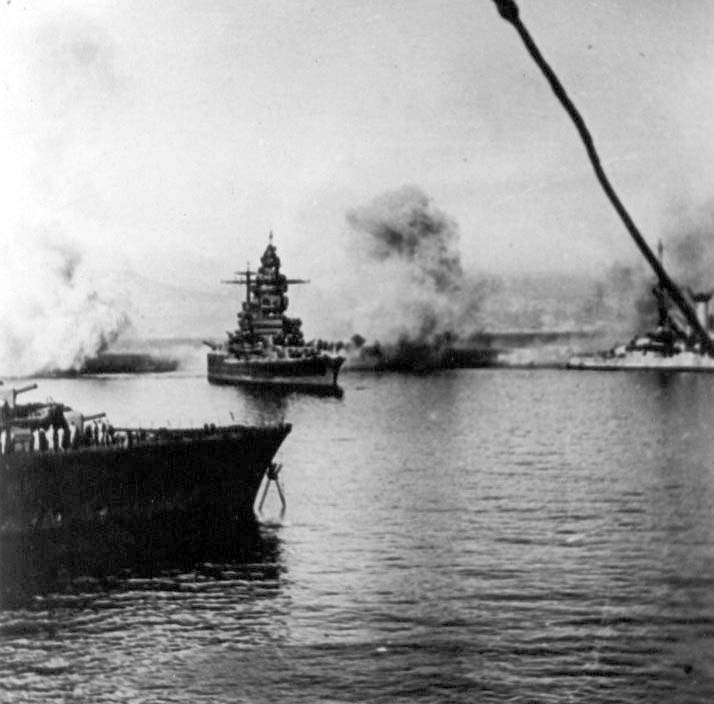
El Dunkerque durante la Batalla de Mers el-Kebir

El 3 de julio de 1940, la flota inglesa comandada por el vicealmirante James Somerville, a bordo del HMS Ark Royal, y acompañado por el HMS Hood,  el HMS Resolution y el HMS Valiant, más una flotilla de destructores bloquearon el puerto de Mazalquivir y conminaron a la flota francesa a su rendición,  el tiempo que se concedió para poder entregarse sirvió para que el Dunkerque y el Strasbourg pudieran levantar presión.
La respuesta fue negativa por parte del almirante francés, Marcel Gensoul y al momento de abrir fuego los ingleses iniciando la Batalla de Mers el-Kebir. El Strasbourg logró salir del puerto siendo machacado por la artillería pero cañoneando con todo a la flota inglesa y aunque recibió impactos de 381 mm de parte del HMS Hood lograron zafarse del acoso británico y salieron al mar abierto.  El Bretagne resultó alcanzado y uno de sus pañoles explotó, el acorazado escoró y se hundió con más de mil tripulantes a bordo.
El Dunkerque no pudo salir a mar abierto y embarrancó de proa tras un molo aunque su artillería respondió a los ingleses. Después de realizarse un reconocimiento aéreo, Somerville consideró cumplida la misión y se retiró.
El Dunkerque solo estaba superficialmente dañado y el almirante Esteva cometió el error de radiar la situación del acorazado lo que fue captado por los ingleses. El 5 de julio, cumpliendo órdenes del Almirantazgo, el almirante Somerville zarpa de Gibraltar con la Fuerza H y poco antes del amanecer del día 6 despega desde el Ark Royal una escuadrilla de Fairey Swordfish armados con torpedos, prescindiendo del uso de bombarderos para evitar alcanzar a la población civil de Mers-el-Kebir, para acabar con el Dunkerque. Los torpederos sorprendieron al Dunkerque en faenas de retirada de municiones teniendo abarloado al Terre-Neuve a su costado para auxiliar en esas maniobras.  El Terre-Neuve resultó alcanzado y voló por los aires dañando al Dunkerque ocasionándole una vía de agua que lo llevó a asentarse en el fondo. El Dunkerque tuvo unas 210 bajas, además de los del Terre-Neuve.
Finalmente es reparado en secreto por los franceses y zarpa el 19 de febrero de 1942 en el más absoluto anonimato y logra llegar al puerto de Tolón, declarado Zona Libre por Alemania, entrando en dique seco para reparaciones.
En noviembre de 1940, el OKW había concebido un plan para el caso de que el régimen de Vichy se rindiera a los aliados, planificando el apoderarse de la flota en los puertos, llamado Operación Lila; pero la aparente estabilidad de régimen de Vichy dejaron dicha operación suspendida hasta 1942, cuando los aliados invadieron el norte de África. El 27 de noviembre, el OKW activa la Operación Lila y la Wehrmacht junto a un destacamento de la Kriegsmarine alcanzó el puerto de Tolón para intentar capturar los 80 buques de guerra franceses fondeados allí; pero la mayoría de estos fueron barrenados, saboteados e inundados hasta la borda por sus tripulaciones, haciéndolos inoperativos, por orden del almirante Jean De Laborde. El Dunkerque se hundió al lado del muelle de amarre.

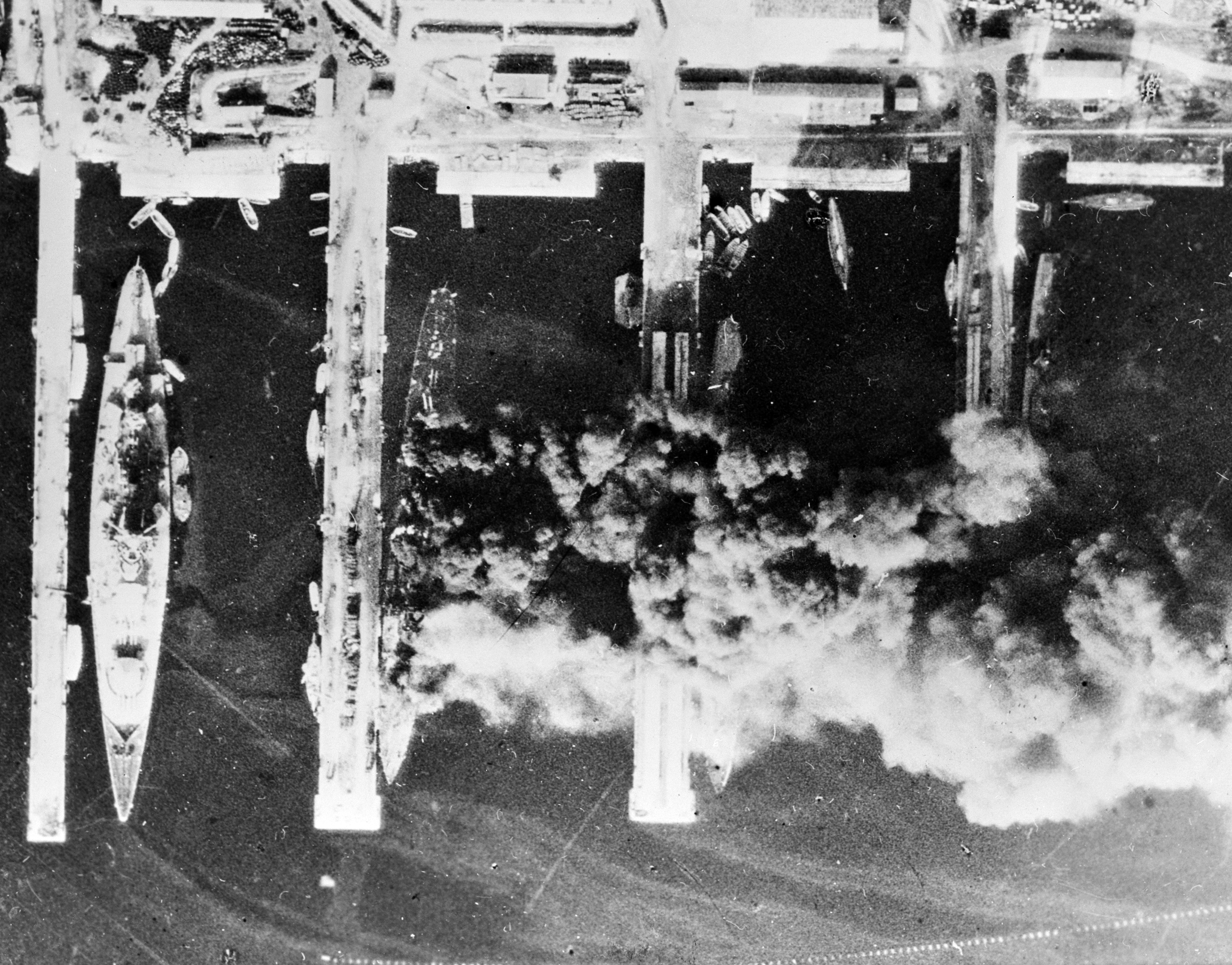
El Dunkerque (izquierda) durante el "suicidio" de la flota francesa en Tolón (1942)

Los restos de los buques franceses fueron entregados a Italia como botín de guerra, tanto el Dunkerque como el Strasbourg eran para entonces mera chatarra, incluso al Dunkerque se le intentó reflotar en 1944; pero fue objeto de un bombardeo que lo tornó en irrecuperable y permaneció en aguas someras hasta 1958, año en que fue desguazado. Su gemelo, el Strasbourg no corrió mejor suerte, fue reflotado en 1943, y los italianos intentaron hacerlo operativo, pero los trabajos se extendieron demasiado condenándolo a ser un buque-blanco hasta su desguace en 1955.